# Менон, Анна
Анна Менон (урожд. Вильгельм; англ. Anna Menon (Wilhelm); род. 24 декабря 1985) — американский специалист биомедицинской инженерии и астронавт. Инженер медико-биологического обеспечения полётов НАСА, ведущий инженер по космическим операциям компании SpaceX. Специалист полёта космической миссии Polaris Dawn, которая стартовала на корабле Crew Dragon 10 сентября 2024 года.

## Биография
Родилась в 1985 году в семье Чендлера и Лауры Вильгельм. Окончила Техасский христианский университет и получила степень бакалавра по математике и испанскому языку. Затем в Университете Дьюка в Северной Каролине получила степень магистра по биомедицинской инженерии. В 2015 году, после землетрясения в Непале, она поддержала Всемирную организацию здравоохранения в области водоснабжения и санитарии, и стала волонтером в организации «Инженеры без границ» и инженерных организациях Всемирного здравоохранения.
В течение семи лет работала в НАСА, где участвовала в медико-биологическом обеспечении полётов по программе МКС, была руководителем медико-биологического обеспечения полета экспедиции МКС-47/48. Затем перешла в компанию SpaceX, работала ведущим инженером по космическим операциям, была руководителем полётных операций и оператором связи с экипажем во время полётов кораблей «Crew Dragon» по программам Demo-2, Crew-1, а также принимала участие в обеспечении полётов грузовых кораблей по программам CRS-22 и CRS-23.

### Космическая подготовка
14 февраля 2022 года было объявлено о её назначении специалистом полёта и врачом в экипаж корабля «Crew Dragon», полёт которого по коммерческой программе Polaris Dawn планировался сначала на конец 2022 года, но затем несколько раз переносился.

## Полёт
10 сентября 2024 года в 12:23:49 МСК (09:23:49 UTC) стартовала на корабле Crew Dragon со стартовой площадки LC-39A Космического центра Кеннеди во Флориде в качестве специалиста полёта миссии Polaris Dawn.

## Семья, увлечения
Анна замужем с 2016 года за астронавтом НАСА подполковником ВВС США Анилом Меноном (23-й набор астронавтов НАСА). В семье двое детей: сын — Джеймс (2018 г.р.) и дочь — Грейс Элизабет (2020 г.р).
Анна занимается пешим туризмом, полётами на самолётах малой авиации, любит танцевать сальсу и проводить время с семьей.